# Kelly Weekers
Kelly Weekers (Weert, 20 augustus 1989) is een voormalig Miss Nederland. Ze studeerde af in klinische- en gezondheidspsychologie aan de Universiteit Utrecht en is werkzaam als life & business coach.

## Biografie
Tijdens haar middelbare-schoolperiode werkte Weekers in de horeca, waar ze gescout werd door modellenbureaus, wat het begin was van haar carrière als model.
In 2011 won Weekers de titel Miss Nederland, waarna ze meedeed aan de Miss Universe-verkiezingen, waar zij zich kwalificeerde voor een plaats in de top 15. Weekers maakte deel uit van de jury van de Diamond Awards.
In 2011 studeerde Weekers af in de psychologie aan de Universiteit van Maastricht. In het programma RTL Boulevard maakte ze in 2016 haar debuut als psychologe.
In 2014 startte ze haar eigen onderneming. In 2018 publiceerde Weekers haar eerste boek onder de naam Happy life 365. In 2019 bracht Weekers het vervolg op dat boek uit onder de naam Happy lifehacks 365. In mei 2022 verscheen haar derde boek De kracht van keuze, deze kwam binnen op de eerste plaats in De Bestseller 60 van bestverkochte boeken in Nederland.
Sinds maart 2022 heeft ze haar eigen uitgeverij Moonshot Publishing.

## Privé
Weekers kreeg in 2012 een relatie met John Ewbank, met wie ze zich later verloofde. Het stel kreeg in 2017 een dochter. Een tweede dochter volgde in 2020.

## Bestseller 60
| Boeken met noteringen in de Nederlandse Bestseller 60 | Jaar van verschijnen | Datum van binnenkomst | Hoogste positie | Aantal weken | Opmerkingen |
| ----------------------------------------------------- | -------------------- | --------------------- | --------------- | ------------ | ----------- |
| Happy life 365                                        | 2018                 | 07-11-2018            | 4               | 41           |             |
| Happy lifehacks 365                                   | 2019                 | 20-11-2019            | 5               | 5            |             |
| De kracht van keuze                                   | 2022                 | 18-05-2022            | 1(2wk)          | 26           |             |
| Choosing me                                           | 2023                 | 08-11-2023            | 1(1wk)          | 33           |             |

- Gemeinsame Normdatei: 1219323411
- International Standard Name Identifier: 0000 0004 7145 1116
- Virtual International Authority File: 1291154381161130292812